# هزاز (لعبة جنسية)

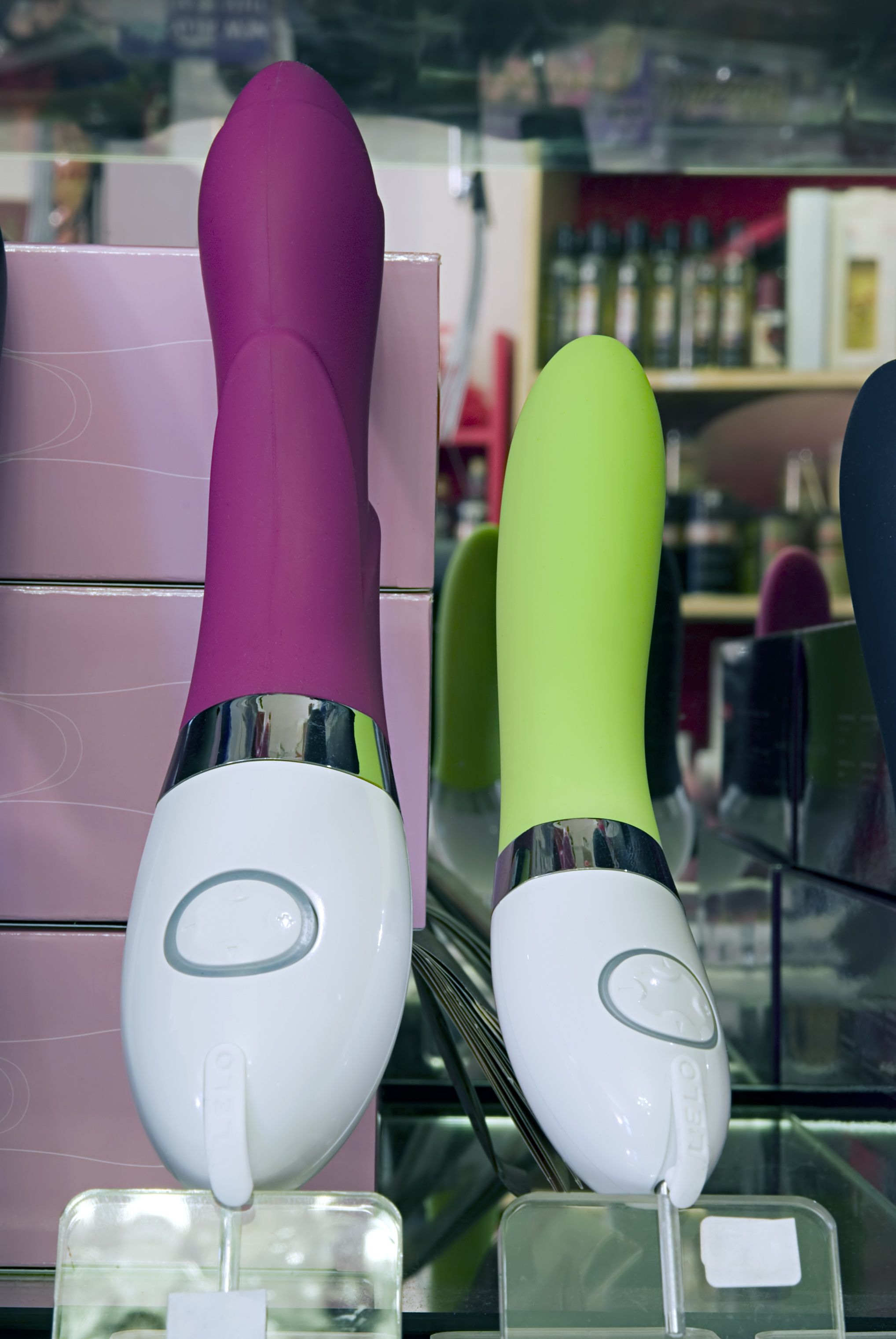
هزازان في متجر للبضائع الجنسية.

هزاز وتوصف أحياناً بالمدلك هي لعبة جنسية تُستخدم على الجسم لإنتاج تحفيز جنسي ممتع.هناك العديد من الأشكال والنماذج المختلفة للهزازات.يمكن استخدام الهزازات لكل من اللعب الفردي واللعب المشترك بواسطة شخص واحد أو أكثر. توجد أجهزة ليستخدمها الأزواج لتحفيز الأعضاء التناسلية لكلا الشريكين. يمكن استخدامها في المناطق المثيرة للشهوة الجنسية ، مثل البظر أو الفرج أو المهبل أو القضيب أو الصفن أو فتحة الشرج ، من أجل التحفيز الجنسي ، للتخلص من الإحباط الجنسي وتحقيق النشوة الجنسية. قد يوصي بها المعالجون الجنسيون باستخدام الهزازات للنساء اللواتي يجدن صعوبة في الوصول إلى النشوة الجنسية من خلال الاستمناء أو الجماع.